# Michael Drevenstedt
Michael Drevenstedt (* 1961) ist ein deutscher Sportreporter.

## Werdegang

### Sport
Michael Drevenstedt begann als Junge mit dem Fechtsport. Von 1971 bis 1981 war er für den SC Leipzig aktiv. Er besuchte die Kinder- und Jugendsportschule in Leipzig, war Vize-DDR-Meister und Nationalmannschaftskader. Nach Schulabschluss erlernte er den Beruf des Kfz-Schlossers.

### Musik
Von 1981 bis 1982 sang Drevenstedt in seiner ersten Band „Ziegenstall“. Von 1983 bis 1984 spielte er New Wave mit der „Jet-Band“, gefolgt von einem Intermezzo bei „RuckZuck“. Anschließend wurde er Sänger der Band „Graaf“. Beim Schlagerfestival Goldener Rathausmann 1987 in Dresden war Michael Drevenstedt mit „Mama“ erfolgreich: Er gewann den „Goldenen Rathausmann“, den Sonderpreis des Zentralrats der FDJ und den Pressepreis. In den 1990er Jahren stieg er kurzzeitig bei Karussell ein.
Weitere musikalische Stationen sind „Willis-Show-Band“, „Puzzle“ und die „MDR life Band“ gewesen. 2013 war er mit „Yoko“ Support für Kim Wilde. Aktuell (2017) erarbeitet er mit einem Gitarristen ein neues Programm.

### MDR-Rundfunk und -Fernsehen
Drevenstedt bekam die Gelegenheit, beim Rundfunk anzufangen. Im Sachsenradio in Leipzigs Funkhaus Springerstraße gehörte er zu den Ersten am Selbstfahrerpult. Später wurde er zum Aushängeschild von MDR Life, aus dem später MDR Jump hervorging. Mit Ende 30 konnte Drevenstedt zum MDR-Fernsehen wechseln und ist als Sportmoderator in der Nachrichtensendung MDR Aktuell, bei „Sport im Osten“ und zur Berichterstattung etwa bei den Olympischen Spielen tätig.
Er kommentiert Skispringen, Nordische Kombination, Modernen Fünfkampf und ist dadurch auch bundesweit als Sportreporter bekannt. Auch war er aktiv als ARD-Fechtreporter in Athen, Peking, London, Rio und Paris.

## Privates
Drevenstedt lebt in Püchau, ein Ortsteil von Machern.